# ديزموند نويل
ديزموند نويل (28 نوفمبر 1974 في غرينادا - ) هو لاعب كرة قدم غرينادا في مركز حراسة المرمى. شارك مع منتخب غرينادا لكرة القدم.

## وصلات خارجية
- ديزموند نويل على موقع قاعدة بيانات كرة القدم.إي يو (الإنجليزية)
- ديزموند نويل على موقع ناشيونال فوتبول تيمز (الإنجليزية)
- ديزموند نويل على موقع Soccerway.com (الإنجليزية)